# Fort Amsterdam (Curaçao)

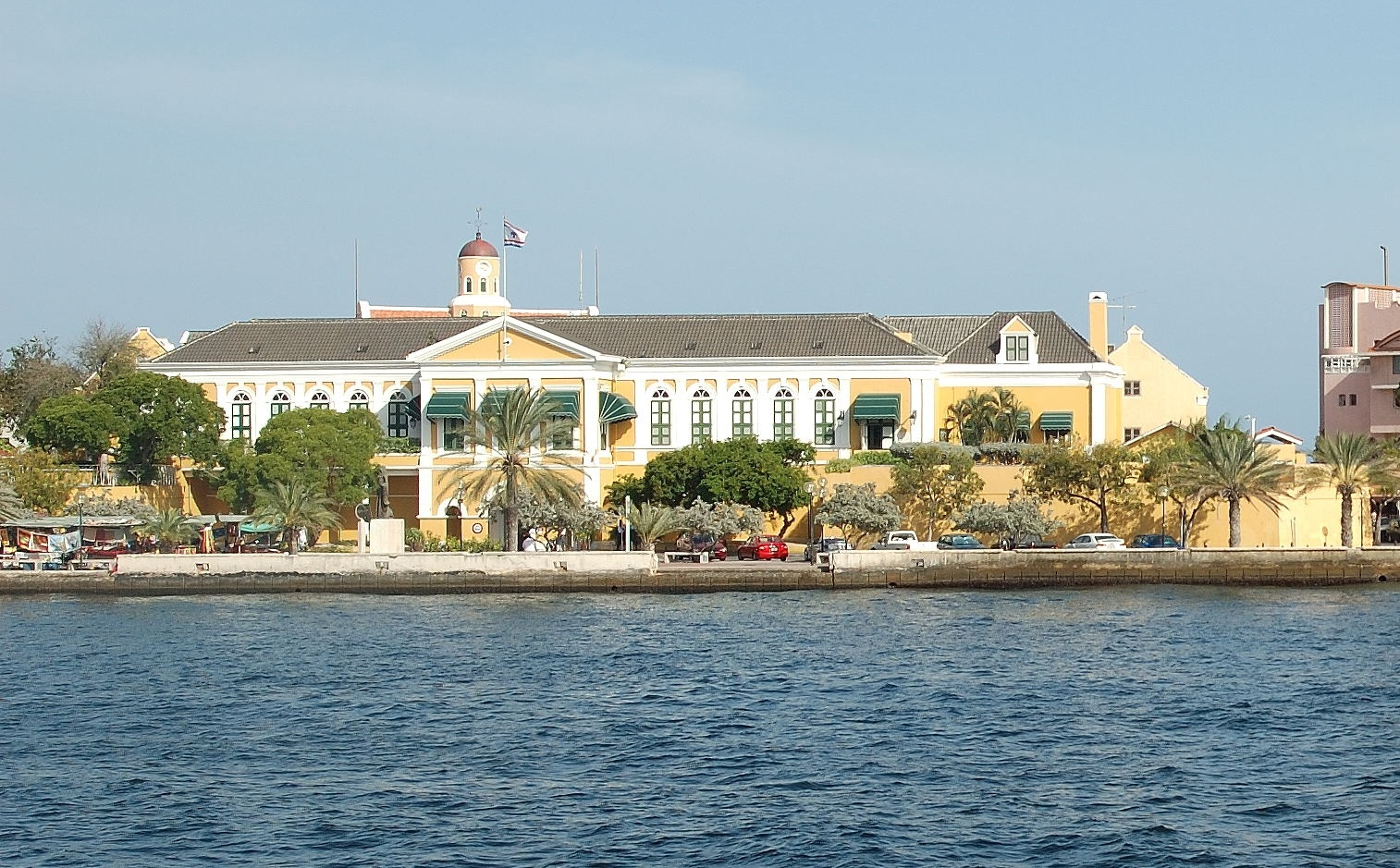
Fort Amsterdam

Fort Amsterdam, of kortweg "Forti", is de regeringszetel van het land Curaçao en staat in de wijk Punda van Willemstad op Curaçao.
Het fort ligt op een strategisch punt, op een landtong ten zuidoosten van de Sint Annabaai, aan de ingang van de haven.
Het is het grootste van de acht forten die op het eiland te vinden zijn.
Vóór oktober 2010 diende het bouwwerk als zetel van de regering van de Nederlandse Antillen. Verder zijn binnen het fort de gouverneurswoning en een kerk te bezichtigen. Het fort staat op de Werelderfgoedlijst van UNESCO.

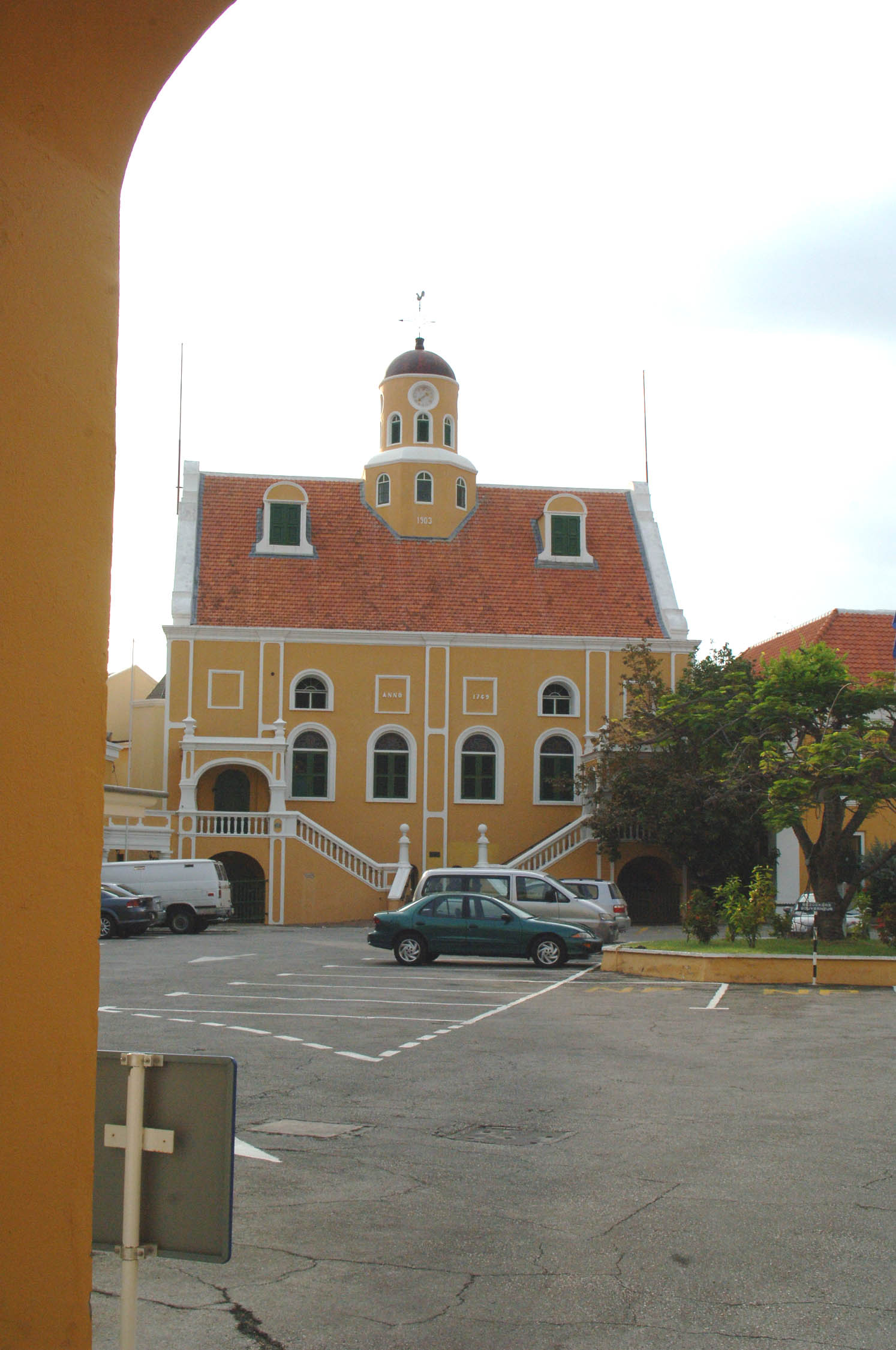
De kerk binnen de fortmuren.

## Geschiedenis
Toen Curaçao in 1634 in handen kwam van de West-Indische Compagnie (WIC), werd besloten tot de bouw van het fort. De bouw werd uitgevoerd onder leiding van admiraal Johan van Walbeek in de periode 1635 - 1636. Het gebouw zou niet alleen dienstdoen als verdedigingswerk, maar ook als plaatselijk hoofdkantoor voor de WIC. 
In 1679 werd de Fortkerk binnen het fort gebouwd als Nederlands Hervormde kerk voor het garnizoen. In 1824 fuseerden de Lutherse Kerk en de Hervormden tot de Verenigde Protestantse Gemeente van Curaçao. De Fortkerk is de belangrijkste kerk van de gemeente waar elke zondag worden diensten in het Nederlands verzorgd. Het Fortkerk Museum is gevestigd in het souterrain en geeft een overzicht van de protestantse geschiedenis van Curaçao.
In 1828 werd van overheidswege ook een bank van lening gevestigd in het fort.
Overigens bestaat er ook op Sint Maarten en op Sint Eustatius een 'Fort Amsterdam', de laatste wordt ook wel Waterfort genoemd.

## Overval
Op 8 juni 1929 werd het fort overvallen en geplunderd door de Venezolaanse revolutionair Rafael Simón Urbina. Met de buitgemaakte wapens en de gouvernementskas vertrok Urbina naar Venezuela om tegen de regering te strijden. De overval was mogelijk door de slechte staat van de beveiliging, wat Nederland in verlegenheid bracht. Nederland stuurde vervolgens marineschepen en mariniers om voortaan de Antilliaanse defensie te verzorgen.
Fort Amsterdam - Fort Beekenburg - Fort Sint Michiel - Fort Nassau - Fort Piscadera - Riffort - Fort Waakzaamheid - Waterfort